# The Werewolf
The Werewolf è un cortometraggio muto del 1913 di Henry MacRae. È considerato un film perduto, tutte le stampe si suppone siano andate distrutte in un incendio nel 1924.

## Trama
Una donna Navajo diventa una strega credendo erroneamente che suo marito l'abbia abbandonata. Insegna la stessa capacità a sua figlia Watuma, che si trasforma in un lupo, al fine di effettuare vendetta contro gli invasori, i coloni bianchi. Poi, 100 anni dopo la sua morte, Watuma torna dalla morte per uccidere di nuovo.

## Produzione
Il film fu prodotto dalla Bison Motion Pictures (con il nome 101-Bison) e dalla Universal Film Manufacturing Company (Universal Bison 101 Brand).

## Distribuzione
Distribuito dall'Universal Film Manufacturing Company, il film - un cortometraggio di 18 minuti - uscì nelle sale cinematografiche statunitensi il 13 dicembre 1913.